# Шталаг-365
Шталаг 365, також Офлаг-11а, Норд Офлаг 365 — концентраційний табір (шталаг-офлаг) для полонених офіцерів і політпрацівників Червоної Армії, створений німцями у Володимирі у вересні 1941 року. Існував на вулиці Ковельській до початку 1944 року.

## Історія
У таборі з вересня 1941 до початку 1944 року утримувалися радянські військовополонені молодшого, середнього та старшого офіцерського складу. Динаміка ув'язнених змінювалася, іноді кількість полонених досягала 8 000 осіб одночасно. За весь час через табір пройшло до 42 000 полонених. 
Динаміка руху в'язнів: лютий 1942 року — 6 000 осіб, червень 1942 року — 6 200 осіб, серпень 1942 року — 4 600, грудень 1942 року — 8 500, лютий 1943 року — 8 700, червень 1943 року — 5 800, вересень 1943 року — 6 300. 
Табір розміщувався на території військового містечка Володимира і складався з двох відділень: на Ковельському шосе та в казармах у південній частині міста, де були допоміжні будівлі (адміністрація, лазарет тощо). Головні приміщення концтабору були збудовані під час Першої світової війни вояками царської Росії і використовувалися як казарми.
Створений як ізольований пересильний табір (дулаг) з утримання військовополонених червоноармійців із метою їхнього подальшого агентурного вербування відділом абверу для «розроблення» товаришів по табору, отримання розвідувальної інформації про економіку СРСР, виявляння місць дислокації важливих оборонних підприємств, переправляння на територію Німеччини для навчання, спрямування на керівні посади в «Російську визвольну армію», поповнення національних підрозділів при німецькій армії (грузинських, татарських тощо), для роботи на окупованій території та подальшого упровадження в партизанські загони і табори військовополонених. Резидентура складалася з числа «табірників», які працювали начальниками блоків, бібліотеки та клубу.
Табір розташовувався у 10 чотириповерхових казармах-корпусах з надвірними будівлями та господарськими спорудами на околицях міста, був огороджений колючим дротом, охоронявся німецьким батальйоном № 736. Ув'язнені не використовувалися на роботах. Військовополонених ділили на роти, батальйони та полки під командуванням старшого командного офіцерського складу. Всі функції з обслуговування в таборі виконували самі бранці, з числа яких було створено внутрішньотабірну поліцію, яка відповідала за порядок у таборі та чергування на вході в корпуси. Всі в'язні були поділені за національною ознакою. Внутрішньотабірні збори проводили виключно військовополонені. З наближенням німецько-радянського фронту табір евакуювали на територію Німеччини. За час функціонування табору в ньому загинуло до 25 000 осіб.
Після війни будівлі знову використовувалися як казарми для інженерів, що обслуговували ракетні комплекси проти США. Нині частину приміщень займає медичне училище. Інші будинки використовуються як приватні. Меморіальний комплекс «Жертвам фашизму» розташовано в кількох метрах від колишнього місця страти.

## Коменданти
- 2 вересня 1941 — 12 січня 1942 — підполковник Герке Ганс (нім. Gerke Hans);
- 13 січня 1942 — 22 липня 1942 — полковник Герман Едвард (нім. Herrmann Eduard);
- 23 липня 1942 — 7 серпня 1942 — підполковник Макс Тессмар (нім. Max Tessmar);
- 8 серпня 1942 — 8 квітня 1943 — підполковник Ганс Кох (нім. Hans Koch);
- 9 квітня 1943 — 19 лютого 1944 — полковник Ервін Поттец (нім. Erwin Pottiеz).